# دنیس گرگیک
دنیس گرگیک (انگلیسی: Denis Grgic؛ زادهٔ ۱۹ سپتامبر ۱۹۹۱) بازیکن فوتبال است.